# Othius laeviusculus
Othius laeviusculus är en skalbaggsart som beskrevs av Stephens 1832. Othius laeviusculus ingår i släktet Othius, och familjen kortvingar. Arten har ej påträffats i Sverige.